# 圣马尔德洛克奈
圣马尔德洛克奈（法語：Saint-Mars-de-Locquenay，法語發音：[sɛ̃ maʁ də lɔknɛ]）是法国萨尔特省的一个市镇，属于马梅尔斯区。

## 地理
圣马尔德洛克奈（47°55'44"N, 0°29'3"E）面积21.78 平方千米，位于法国卢瓦尔河地区大区萨尔特省，该省份为法国西北部内陆省份，北起顺时针与奥恩省、厄尔-卢瓦省、卢瓦-谢尔省、安德尔-卢瓦尔省、曼恩-卢瓦尔省和马耶讷省接壤，是法国大西部的入口，连接卢瓦尔河谷、布列塔尼和巴黎盆地。
与圣马尔德洛克奈接壤的市镇（或旧市镇、城区）包括：布卢瓦尔、维莱讷苏吕塞、沙勒、迈松塞勒。

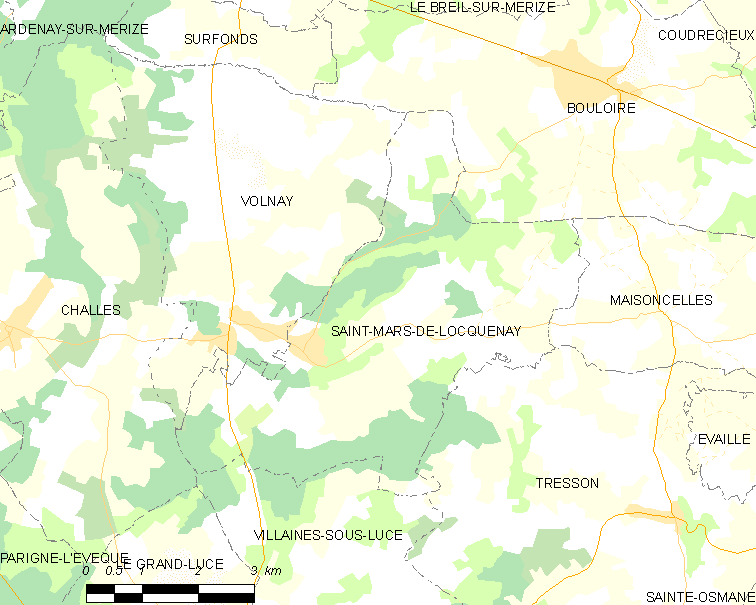
圣马尔德洛克奈的OSM定位图

圣马尔德洛克奈的时区为UTC+01:00、UTC+02:00（夏令时）。

## 行政
圣马尔德洛克奈的邮政编码为72440，INSEE市镇编码为72298。

## 政治
圣马尔德洛克奈所属的省级选区为圣卡莱县。

## 人口

1962-2008年间圣马尔德洛克奈人口变化图示

圣马尔德洛克奈于2022年1月1日时的人口数量为555人。